# Якушев, Анатолий Николаевич
Анатолий Николаевич Якушев (9 августа 1980; Луховицы, Московская область, РСФСР, СССР) — российский футболист, полузащитник клуба «Луховицы».

## Карьера
Воспитанник луховицкого футбола. В 2000 году играл в литовском «Жальгирисе». Сезон 2001 года провёл «Оазисе» из Ярцево. Первое полугодие 2002 года и весь 2003 год был в составе армянского клуба «Мика», за который сыграл 28 матчей и забил 1 гол. Второе полугодие 2002 года находился в петербургском «Динамо». С 2004 по 2008 годы был игроком родных «Луховиц». С 2009 года — в «Локомотиве» из Лисок.